# باد برنيك إم فيشتلغبريغه
باد برنيك در فيشتلغبريغه (بالألمانية: Bad Berneck im Fichtelgebirge) هي بلدة ألمانية تقع في ألمانيا في بافاريا.